# Parque e Reserva Nacional Kluane

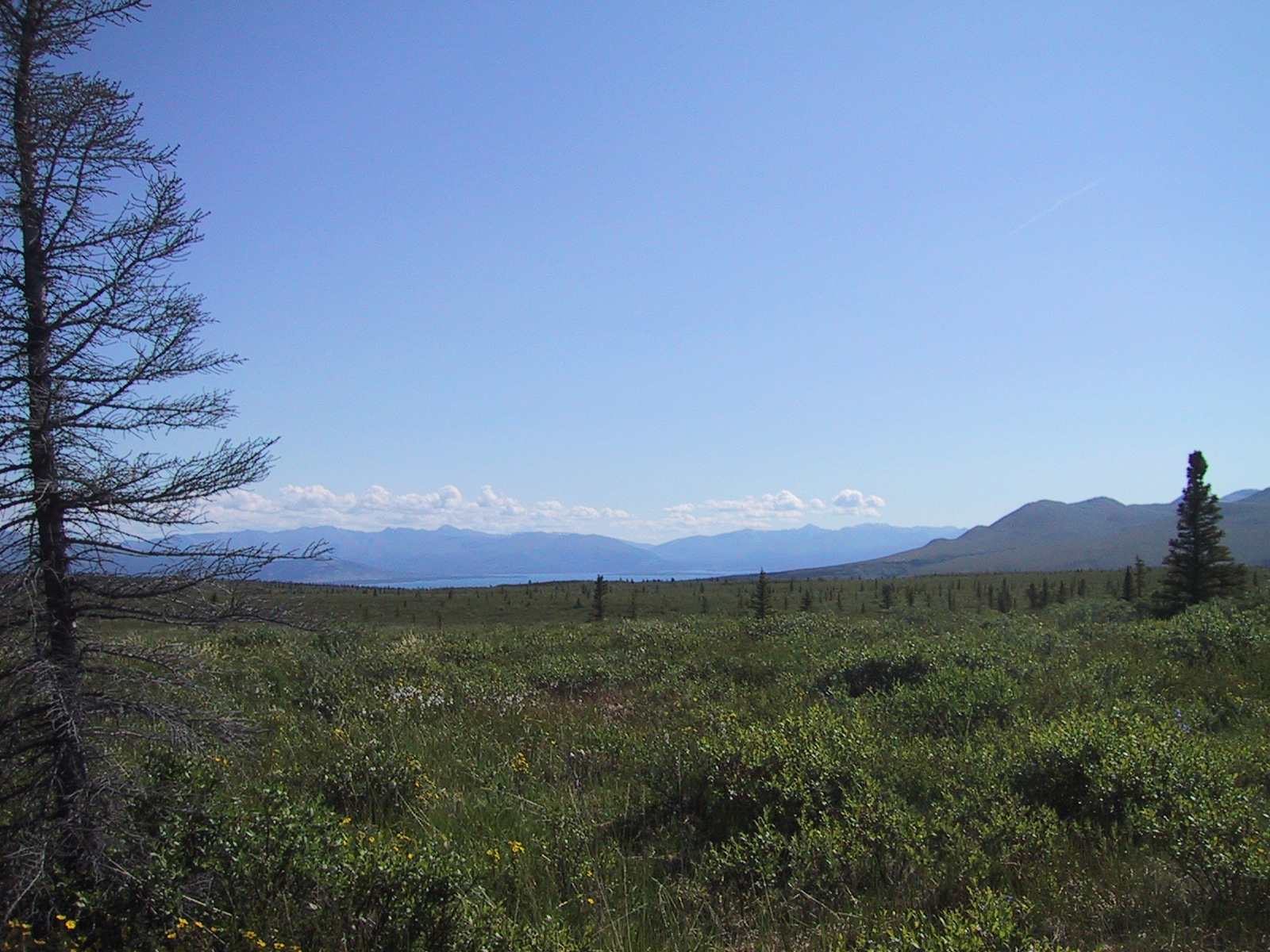

| Imagem: Kluane/Wrangell-St Elias/Baía Glacier/Tatshenshini-Alsek | O Parque e Reserva Nacional Kluane está incluido no sítio "Kluane/Wrangell-St Elias/Baía Glacier/Tatshenshini-Alsek", Património Mundial da UNESCO. |  |

O Parque e Reserva Nacional Kluane está localizado no extremo sudoeste do território de Yukon no Canadá. Foi fundado em 1976 e tem uma área de 21.980 km². O Monte Logam (5959 m), o pico mais alto do Canadá, fica neste parque.
Parte de um maior sistema de parques nacionais e sítios históricos que se espalha por todo o Canadá, o Parque e Reserva Nacional Kluane protege e apresenta um exemplo de importância nacional da região natural das Montanhas da Costa Norte do Canadá e do património cultural regional associado.

## Património Mundial
O Parque e Reserva Nacional Kluane, juntamente com as áreas protegidas de Wrangell-St Elias, Baía Glacier e de Tatshenshini-Alsek foi inscrito na lista de Património Mundial com o nome Kluane/Wrangell-St Elias/Baía Glacier/Tatshenshini-Alsek em 1979.